# 曼谷艾縣
曼谷艾縣（發音：[bāːŋ.kɔ̀ːk jàj]）是泰國首都曼谷轄下的50個區之一。曼谷艾縣總面積6.18平方公里。根據泰國官方於2017年所作的人口調查數據顯示：居住於曼谷艾縣的總人口數量為67768人。
該縣以孔隆曼谷耶（คลองบางกอกใหญ่，也稱為孔隆曼谷瑯）命名，它實際上是湄南河的一部分，直到1522年大城王朝时期開鑿的一條運河改變了河流的流向，運河變成了主河道，原來的河段變成了今天的曼谷艾縣。